# Anatolij Ivanovič Šapovalov
Anatolij Ivanovič Šapovalov (in russo Анатолий Иванович Шаповалов?; Kropyvnyc'kyj, 6 aprile 1940 – Mosca, 19 maggio 1986) è stato un ingegnere sovietico di origini ucraine. Lavorò come elettricista di turno presso la centrale nucleare di Černobyl' nella notte del disastro di Černobyl', il 26 aprile 1986.

## Biografia

### Giovinezza e studi
Anatolij Ivanovič Šapovalov nacque il 6 aprile 1940 a Kropyvnyc'kyj. Iniziò la sua carriera nella centrale nucleare di Černobyl' il 5 aprile 1978. Lavorò come elettricista per la protezione e l'automazione dei relè e nel febbraio 1986 fu trasferito a una stazione elettrica di alto livello.

### Giorno del disastro
La notte del 26 aprile 1986 svolse le sue funzioni come parte del 5º turno dell'officina elettrica. A costo della propria vita, insieme ai suoi compagni, localizzarono la situazione di emergenza negli apparecchi elettrici della stazione impedendo al fuoco di propagarsi ad altri blocchi della stazione.

### La morte
Anatolij morì il 19 maggio 1986 per malattia acuta da radiazione presso il 6º ospedale clinico di Mosca. Venne seppellito nel cimitero di Mitino.